# Volumes (groupe)
Pour les articles homonymes, voir Volume (homonymie).
Volumes est un groupe américain de metalcore, originaire de Los Angeles, en Californie.

## Histoire

### Débuts
Le groupe est formé en janvier 2009 par Daniel Braunstein et Diego Farias. À l'origine, le groupe ne devait être qu'un projet de studio, jusqu'à ce que l'on insiste pour qu'il devienne un groupe à part entière après avoir entendu les premières démos, qui étaient des morceaux de 30 secondes composés d'un ou deux riffs,. Les deux commencent à chercher des musiciens dans la région pour faire avancer leur heavy metal, hip-hop, jazz et musique classique, et élargissent le line-up du groupe. À l'origine, ils ne voulaient qu'un seul chanteur,. Après avoir complété leur formation, le groupe commence à travailler sur son premier EP, The Concept of Dreaming, dont la sortie est prévue pour décembre 2009. Mais la production s'arrête lorsque le guitariste Daniel Braunstein décide de quitter le groupe en invoquant des contraintes de temps à l'université. Il est rapidement remplacé par le guitariste Daniel Schwartz, et le groupe continue à travailler sur son EP.
Le 29 septembre 2009, le groupe signe avec Mediaskare Records, le chanteur Gus Farias déclarant que le groupe est « ...ravi d'annoncer que nous avons signé avec Mediaskare Records, rejoignant une équipe formidable et une liste de groupes que nous admirons ». En même temps que l'annonce de la signature, le groupe révèle également que leur EP repoussé, The Concept of Dreaming, sortirait le 16 novembre 2010,,.
Le 20 novembre 2010, le groupe est annoncé comme faisant partie de la tournée Dollar Menu, Where's the Venue ? Tour en janvier 2011 avec les autres groupes Counterparts, Betrayal et Bermuda,.
Le 1er février 2011, le groupe est annoncé comme participant au New England Metal and Hardcore Festival à Worcester, dans le Massachusetts. Le 15 mai, Volumes est annoncé comme participant à la tournée de printemps des Arsonists Get All the Girls avec les autres groupes A Plea for Purging, Lionheart et The Contortionist. Le 23 mai, le groupe est annoncé pour participer à la tournée estivale Slaughter Survivors Tour avec les groupes Conducting from the Grave, The Contortionist, Scale the Summit et Rings of Saturn. Le 10 juin, le groupe donne un concert dans le New Jersey avec les groupes Arsonists Get All the Girls et Failure in Vanity.
Le 24 août 2011, le groupe sort le premier single Affirmation of Ascension de leur futur album et moins de deux semaines plus tard, le 2 septembre, le groupe sort le single suivant, Edge of the Earth,. Le groupe sort son premier album studio, Via, chez Mediaskare Records le 27 septembre 2011, qui atteint la première place des iTunes Rock & Metal Charts. Plus tard, le groupe publie le 13 octobre le clip de la chanson Wormholes, qui figure à l'origine sur leur premier EP - et qui est réenregistrée pour leur premier album.
Le 23 novembre 2011, Barr est contraint de quitter la tournée du groupe en raison d'une blessure au dos.
Le 19 novembre 2012, le groupe est annoncé comme faisant partie de la tournée 2013 en tête d'affiche de Of Mice and Men de janvier à février aux côtés de Texas in July, Woe, Is Me et Capture the Crown. Pendant la tournée, le groupe enregistre une vidéo musicale en direct avec des voix propres du chanteur de Woe, Is Me, Hance Alligood, et publie la vidéo le 13 février 2013.
Le 24 mars 2013, le groupe est annoncé pour faire partie du Vans Warped Tour 2013 aux côtés du groupe de métal Crown the Empire Le mois suivant, le groupe est annoncé pour faire partie du All-Stars Tour d'été aux côtés des groupes Iwrestledabearonce, For All Those Sleeping et DayShell Le 24 août 2013, Volumes poste des images de leur été passé au Vans Warped Tour et au All-Stars Tour en récapitulant les tournées. Le 24 août 2013, Volumes poste des images de leur été passé au Vans Warped Tour et au All-Stars Tour, récapitulant les tournées. Le 29 août 2013, le label du groupe publie sur sa chaîne YouTube une vidéo live enregistrée par des professionnels, montrant le groupe en train d'interpréter sa chanson « Intake » lors du Warped Tour.

### No Sleepet Mediaskare (2013–2015)
Le 12 septembre 2013, le groupe publie une version de pré-production de la chanson Vahle, une chanson en hommage à un ami proche du groupe qui décède dans un accident de voiture. Une version entièrement mixée de la chanson apparaît plus tard sur le deuxième album du groupe.
Le 28 mai 2014, le groupe annonce que son deuxième album, No Sleep, sortirait le 15 juillet via Mediaskare Records. L'album est enregistré à la fin de 2013, avec Brandon Hall Paddock et le guitariste du groupe, Diego Farias à la barre. En même temps que l'annonce, le groupe publie également la vidéo des paroles de leur chanson The Mixture qui figure sur l'album. À l'été 2014, Volumes a effectué son premier Vans Warped Tour complet aux États-Unis. Le 26 juin, le groupe est annoncé comme faisant partie du Welcome to the Resistance Tour de Crown the Empire aux côtés d'Ice Nine Kills, Secrets et The Family Ruin,.
Le 13 juillet 2014, le groupe sort son prochain single, Erased, extrait de l'album. Deux jours plus tard, ils sortent No Sleep qui atteint la première place des iTunes Rock and Metal Charts avec la version entièrement masterisée de Vahle. Le 13 octobre, Volumes est annoncé comme contributeur à l'album Punk Goes Pop Vol. 6 de Fearless Records, avec une reprise de Hold On, We're Going Home de Drake.
Le 24 janvier 2015, il est révélé que le groupe avait aidé un homme à échapper à un grave accident de voiture après un concert à Lawrence, dans le Kansas. Le 5 février 2015, après presque deux ans de silence, le groupe annonce que le projet de collaboration entre lui et Structures, initialement annoncé en 2013, intitulé Vol/tures, était en train d'être travaillé.

### Different Animals(2015–2019)
Le 5 octobre 2015, le groupe annonce que Barr ne participerait pas à leur tournée européenne avec Northlane afin de continuer à travailler sur l'album à venir et d'approfondir le processus créatif. Le mois suivant, le 19, Volumes annonce le départ de Barr ne voulant pas poursuivre ses activités musicales, et aussi à cause de conflits avec l'autre chanteur Gus Farias, et l'arrivée de Joe Buras (de Born of Osiris) pour remplir les fonctions de tournée actuelles jusqu'à ce que leur nouveau chanteur soit annoncé. Ce n'est que l'année suivante que Barr revient à la musique avec un projet solo, séparé du reste du groupe.
Le 5 juin 2016, le groupe annonce qu'il trouve finalement son remplaçant permanent pour Barr, avec l'ancien chanteur de Bury Your Dead, Myke Terry,. Le 16, le groupe suit l'annonce de son nouveau chanteur d'avoir quitté Mediaskare Records et signé avec Fearless Records, publiant également leur nouveau single, Feels Good et la première chanson avec le nouveau vocaliste Terry,. Le bassiste Raad Soudani a déclaré que le groupe « ...a finalement pris la décision de signer avec Fearless Records après avoir passé des années à les voir évoluer pour devenir l'un des meilleurs labels » et « ...la « famille » de Fearless Records est un ajustement parfait pour Volumes. Nous nous sentons plus confiants pour aller de l'avant en tant que groupe et nous pensons que cette opportunité se présentera ». Le 29 juin, le groupe réédite Via et No Sleep sur son propre label 91367 Records. Il est révélé que leur précédent label, Mediaskare, ne leur avait pas donné de revenus sur les ventes de leurs deux premiers albums studio, chacun s'étant vendu à plus de 40 000 exemplaires à ce jour.
Le 7 février 2017, selon un rapport de RockFeed, le chanteur de Volumes Gus Farias et l'ex-vocaliste Michael Barr ont une discussion animée sur Twitter au sujet des drogues, de la jalousie et de leur relation passée l'un avec l'autre. Après que Gus Farias ait ciblé Barr avec un tweet concernant son opinion sur le projet solo de l'ex-membre, Barr a répondu en essayant de régler la question de manière respectueuse, souhaitant même à Farias le meilleur et déclarant que ses commentaires étaient « malheureux ».
Le 10 mars 2017, alors qu'il est toujours en tournée avec Oceans Ate Alaska, Born of Osiris, Within the Ruins et Fire from the Gods, le groupe annonce une tournée de printemps en tête d'affiche qui débutera le 23 avril avec la première partie de Fire from the Gods. Le 12 juin 2017, le groupe sort le clip vidéo de son single Finite réalisé par Samuel Halleen. Le 20 juin 2017, le groupe est annoncé en première partie de la tournée automnale Headspace de Issues, qui débutera le 24 septembre à Fort Lauderdale, en Floride. Le 16 novembre 2017, alors que l'industrie musicale pleurait la perte de Lil Peep, qui était un ami du chanteur du groupe, Gus Farias, déclare sur Twitter qu'il se rendrait en cure de désintoxication. Le 6 décembre 2018, il est annoncé par Game Informer que l'ancien chanteur Michael Barr fournirait des voix au jeu vidéo Devil May Cry 5 de Capcom après que le chanteur original de Suicide Silence, Eddie Hermida, ait été retiré de la piste à la suite d'allégations d'inconduite sexuelle. Barr apparaît sur le titre Subhuman coécrit par le compositeur du jeu, Cody Matthew Johnson.

### Coming Clean(2019)
Le 23 avril 2019, le groupe sort par surprise son EP Coming Clean, après avoir passé les huit derniers mois à travailler dessus et à enregistrer l'effort dans toute la Californie du Sud dans les studios Butter à Venice, West Alley Recording Studios et Farias Productions. Autoproduit et gardant tout « interne et organique », ils font appel à Kyle Black (Pierce the Veil, New Found Glory) et Max Schad (Veil of Maya) pour une perspective supplémentaire. Le bassiste Soudani a déclaré que « ...Coming Clean est un moment émotionnel pour nous » et que « ... j'espère que vous ressentirez quelque chose en l'écoutant et que vous prendrez du recul. Il s'agit de Volumes. Coming Clean laisse entrevoir la direction que nous prendrons à l'avenir »,. Le 9 mai, le groupe publie un clip vidéo pour la chanson Until the End, réalisé par Joshua Fu.
Le 16 décembre 2019, le chanteur Gus Farias évoque son départ du groupe en publiant la déclaration suivante : « Je tiens à préciser que je n'ai pas démissionné. J'adore faire partie du groupe. J'ai été viré pour des conneries personnelles, ce qui est vraiment des conneries. Je vais être le plus grand des hommes et ne pas faire d'affaires comme ça. J'ai reçu un chèque, j'ai obtenu mes royalties. Je me retire. Je me fais passer en premier. Je mets tout ce que j'ai dans Yogi. Je sais ce qu'il a fallu pour que Volumes en soit là parce que j'y ai joué un grand, grand, grand rôle... ». Farias écrit ensuite sur Twitter en janvier pour reprocher au groupe que Michael Barr ait réintégré Volumes.

### Happier?(depuis 2020)
Le 30 janvier 2020, le groupe sort un nouveau single intitulé Holywater, confirmant les rumeurs sur le retour de Michael Barr dans le groupe, et révélant que le guitariste Diego Farias ne fait plus partie du groupe.
Le 16 juin 2022, le groupe sort un nouvel EP, Bend(ed), qui contient deux prises différentes de la chanson Bend : une version dépouillée et une interprétation en direct, en plus de la version studio originale de la chanson tirée de Happier?. Le 21 avril 2023, le groupe sort l'édition instrumentale de Happier?.

## Discographie

### Albums studio
- 2011: Via (Mediaskare Records)
- 2014: No Sleep (Mediaskare Records)
- 2017: Different Animals (Fearless Records)
- 2021: Happier? (Fearless Records)

### EP
- 2010: The Concept of Dreaming (Mediaskare Records)